# Mark Harris
Mark Thomas Harris (Swansea, Gales, Reino Unido, 29 de diciembre de 1998) es un futbolista galés. Juega de delantero y su equipo es el Oxford United F. C. de la EFL Championship. Es internacional absoluto por la selección de Gales desde 2021.

## Trayectoria
Formado en las inferiores del Cardiff City, fue promovido al primer equipó en la temporada 2016-17. Debutó el 8 de enero de 2017 ante el Fulham F. C. la FA Cup. Las siguientes dos temporadas, jugó a préstamo en el Newport County, el Port Vale y el Wrexham.
Regresó a Cardiff en la temporada 2020-21, afianzándose en el primer equipo. Se marchó al finalizar la campaña 2022-23 y siguió su carrera en el Oxford United F. C.

## Selección nacional
Fue internacional en categorías inferiores con Gales y disputó el Torneo Esperanzas de Toulon de 2017.
El 30 de agosto de 2021 fue citado a la selección de Gales. Debutó el 5 de septiembre en la victoria por 3-2 sobre Bielorrusia por la clasificación para la Copa Mundial de Fútbol de 2022.

## Clubes
| Club                               | País       | Año           |
| ---------------------------------- | ---------- | ------------- |
| Cardiff City F. C.                 | Gales      | 2017-2023     |
| Newport County A. F. C. (préstamo) | Gales      | 2018-2019     |
| Port Vale F. C. (préstamo)         | Inglaterra | 2019          |
| Wrexham A. F. C. (préstamo)        | Gales      | 2019-2020     |
| Oxford United F. C.                | Inglaterra | 2023-presente |